# داوید دلریو
داوید دلریو (فرانسوی: David Delrieu‎؛ زادهٔ ۲۰ فوریهٔ ۱۹۷۱ ‏(۵۴ سال)) دوچرخه‌سوار اهل فرانسه است.